# Thon Maker

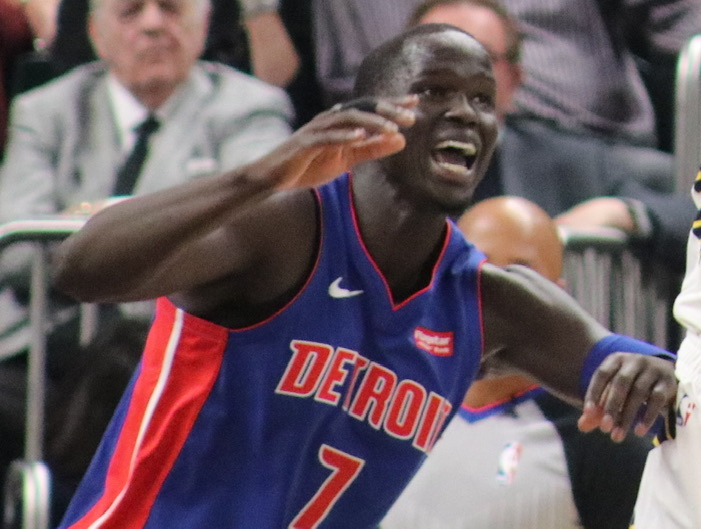
Thon Maker, 2019.

Thon Marial Maker, född 25 februari 1997 i Wau i Sudan, är en australisk-sydsudanesisk professionell basketspelare (C/PF) som spelar för Houston Rockets i National Basketball Association (NBA). Han har tidigare spelat för Milwaukee Bucks, Detroit Pistons och Cleveland Cavaliers.
Maker har även spelat som proffs i Israel, Kina och Libanon.
Han draftades av Milwaukee Bucks i första rundan i 2016 års draft som tionde spelare totalt.